# Kamigata
Kamigata (上方?) era il nome con cui veniva definita durante il periodo Edo l'area che includeva le città di Kyoto e Osaka, corrispondente all'incirca alla moderna regione del Kansai in Giappone.

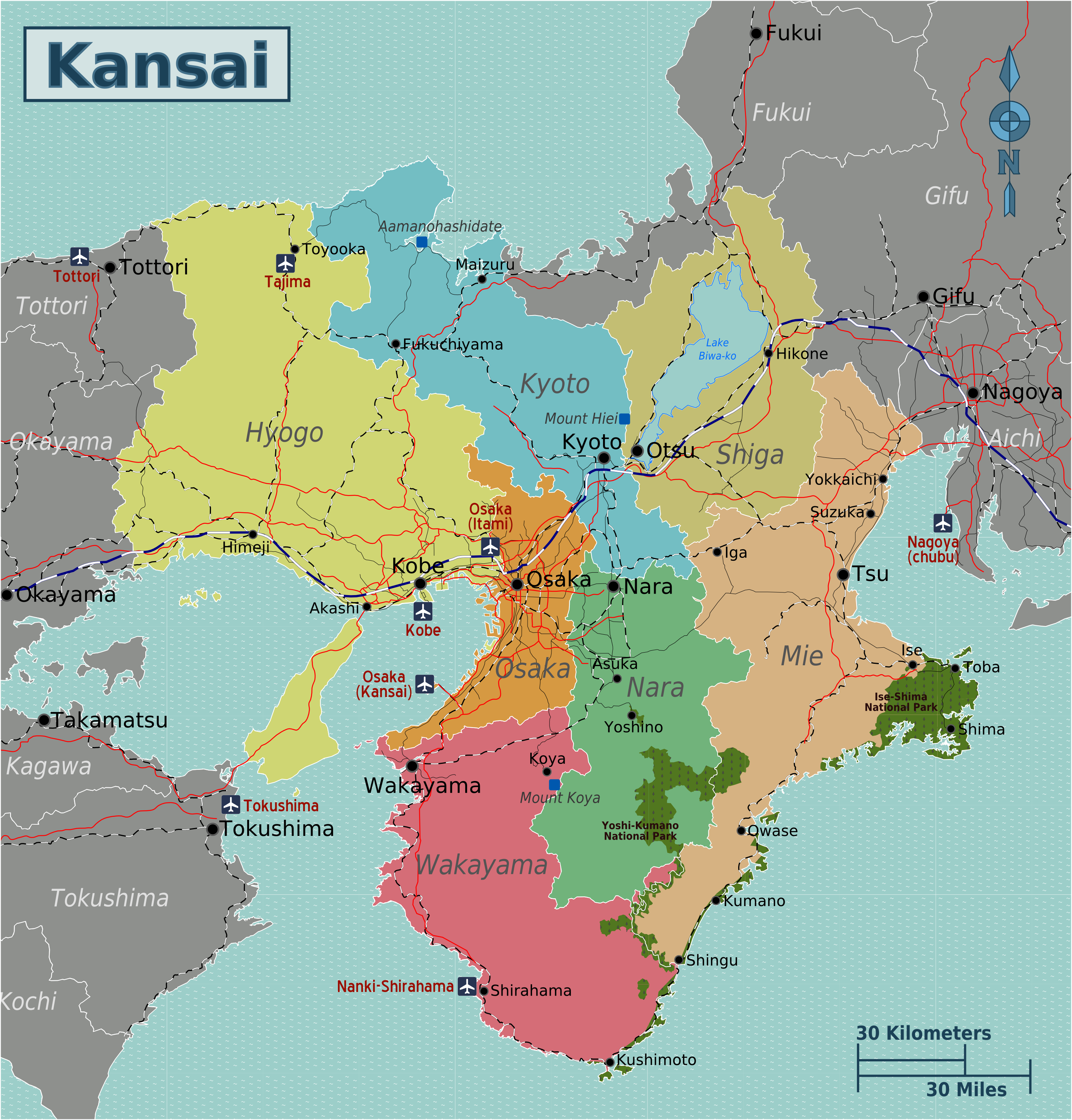
Mappa del moderno Kansai, corrispondente all'incirca all'area del Kamigata

Con l'inizio dello shogunato Tokugawa il centro del potere si spostò dal moderno Kansai, dove sorgono le antiche Kyoto e Osaka, ad Edo dando origine alla nascita di una contrapposizione tra le due aree, sia politica che culturale. Questa distinzione si fece più marcata dal punto di vista culturale a partire dal XVIII secolo.
Mentre l'area di Edo fu più aperta alle novità culturali, le città di Osaka e Kyoto essendo più antiche ed aristocratiche e meno influenzate dalla emergente classe sociale dei chōnin, erano quindi più tradizionaliste e conservatrici.

## Nelle arti

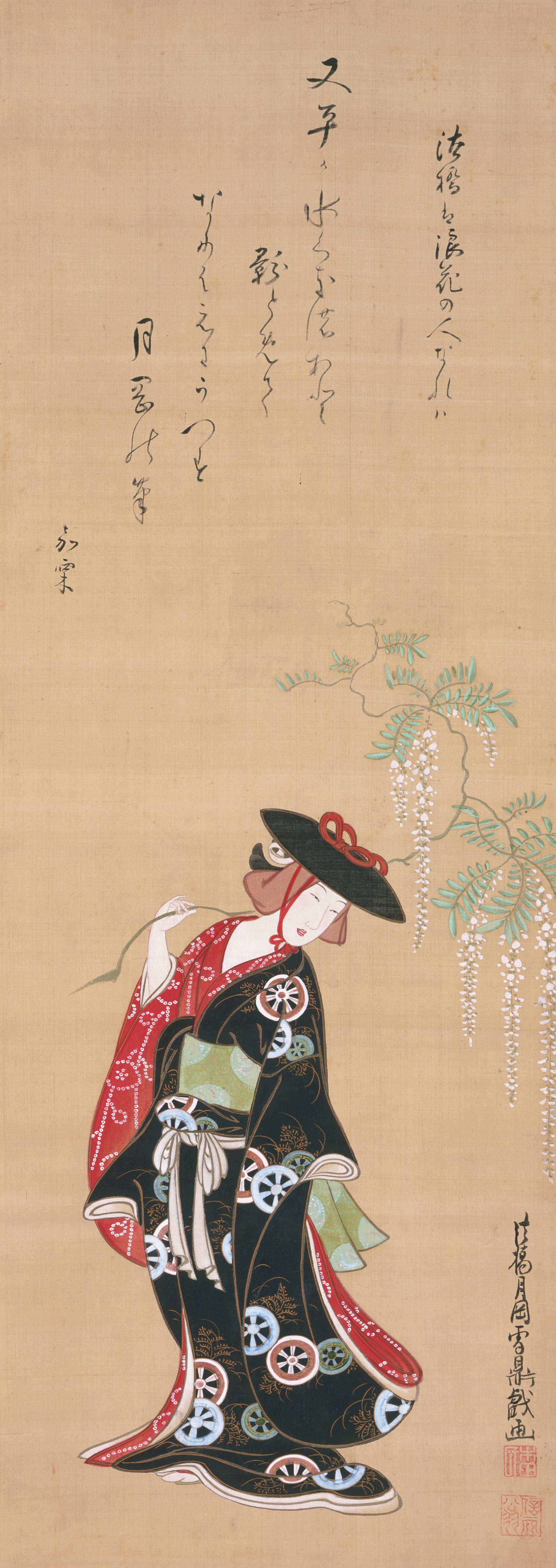
Fanciulla del glicine, Tsukioka Settei

La contrapposizione tra Edo ed il Kamigata fu evidente anche nelle arti: gli artisti e incisori del Kamigata seguirono la tradizione classica e le scuole tradizionali come quella Kanō pur dovendo subire l'influenza degli artisti dell'ukiyo-e ed assorbendone le tecniche da questi introdotte e sviluppate. Nel Kamigata trovarono, rispetto a Edo, scarsa diffusione le stampe sciolte, venendo date alle stampe una sterminata produzione di libri illustrati. Diffuse erano anche le riproduzioni in xilografia dei grandi maestri cinesi e giapponesi del passato, che però risultavano poco fedeli agli originali sia per i colori, resi solo in bianco e nero, che nel formato.
Notevole fu la produzione di shunga che subirono molto l'influenza di Nishikawa Sukenobu, il maestro del Kamigata che più assorbì la lezione dell'arte ukiyo-e. Katsuma Ryūsui è invece ricordato per essere stato uno degli iniziatori della stampa policroma, chiamata nishiki-e, in Giappone, precedendo di alcuni anni Suzuki Harunobu che impose questa tecnica nel paese a partire dal 1765. Gli artisti Kamigata eccelsero nella rappresentazione realistica della natura, come il libro dedicato all'ittica "Umi no sachi" (1763) del già citato Ryūsui ed il libro dedicato alla botanica "Ehon Noyama gusa" (1756) di Tachibana Yasukuni.
Tra gli artisti locali emersero tra gli altri Hasegawa Tōun, Tachibana Morikuni, Ōoka Shunboku, Yoshimura Shūzan, Tsukioka Settei, Hasegawa Mitsunobu, Shitomi Kangetsu e Kitao Sekkōsai.
Anche il genere teatrale del rakugo si distingue da quello di Edo, sia per temi più locali che per la rappresentazione umoristica della classe sociale dei chōnin, rappresentata nel Kamigata come inetta, ottusa e irresponsabile.
Pure l'arte del kabuki si distingueva per l'umorismo quasi caricaturale delle rappresentazioni.
Anche nella danza tradizionale, la Nihon-buyō, vi fu un distacco tra le due aree, lasciando Kyoto centro indiscusso e ben distinto, sia da Edo che da Osaka, di questa arte. 
Le danze di sala del Kamigata, Kamigata-mai, in particolare a Kyoto, diedero origine ad un'orchestica concepita anche per le donne, prendendo spunto dalle danze della corte imperiale e dando ispirazione alle lascive danze dei quartieri di piacere, come lo Shinmachi di Osaka e lo Shimabara di Kyoto.
Una delle caratteristiche del Kamigata-mai è che i ballerini devono essere in grado di ballare in spazi piccoli anche come un tatami, rendendo i movimenti obbligatoriamente dolci e lenti. A differenza delle danze kabuki, in cui ogni personaggio indossa un costume fisso, gli abiti nel Kamigata-mai non sono fissi ma devono trasmettere comunque eleganza e bellezza per accompagnare il tono della musica suonata.